# 585
585(오백팔십오)는 584보다 크고 586보다 작은 자연수다.

## 수학
- 합성수로, 그 약수는 총 12개다. (1, 3, 5, 9, 13, 15, 39, 45, 65, 117, 195, 585)
  - 585의 진약수의 합은 507이므로, 585는 부족수다.
- 9번째 십팔각수다. 앞의 십팔각수는 456, 다음은 730이다.
- 회문수다.
- 팔진법으로 나타내면 1111이 된다.

## 과학
- NGC 585(영어판): 고래자리 방향에 있는 나선은하.
- 585 빌키스(영어판): 소행성.

## 교통

### 항공
- 라오그 국제항공 585편 추락 사고(영어판)
- 유나이티드 항공 585편 추락 사고(영어판)

### 도로
- 주간고속도로 제585호선(영어판)

## 군사
- U-585(영어판): 제2차 세계 대전에 사용된 나치 독일의 군용 잠수함.

## 문화유산
- 대한민국의 보물 제585호: 퇴우이선생진적

## 기타
- 연도: 585년, 기원전 585년